# Franz Schmidt (gestapowiec)
Franz Schmidt (ur. 3 czerwca 1909 w Zlabings) – funkcjonariusz Gestapo, podczas II wojny światowej określany jako „kat Jarosławia”.

## Życiorys

### Rodzina i pochodzenie
Franz Schmidt urodził się 3 czerwca 1909 w Zlabings w południowych Morawach. Wywodził się z rodziny pochodzenia austriackiego i wyznania ewangelickiego.

### Okres międzywojenny
Przez dwanaście lat przebywał w Wiedniu. Od 1927 wraz z rodziną zamieszkał w Jarosławiu. W okresie II Rzeczypospolitej żył pod tożsamością Franciszek Schmidt i był określany przez znajomych jako „Franek”. W Jarosławiu jego ojciec był zatrudniony w żydowskiej fabryce wstążek Salika i Reifera przy ulicy Poniatowskiego, gdzie pracował na stanowiskach majstra, kierownika tkalni, głównego mechanika.
W Jarosławiu uczył się w szkole powszechnej oraz w II Gimnazjum, które ukończył. Wykształcił się w zawodzie tkacza, zdobył tytuł mistrza w tym zakresie, pracował w fabryce wstążek w Jarosławiu. Przed 1939 należał do różnych organizacji, w tym do Strzelca, w którym według powojennych relacji był sekretarzem oraz instruktorem bądź prezesem. Według późniejszego przekonania Juliana Rudaka już przed 1939 Schmidt był niemieckim agentem i mógł być skierowany do Strzelca celem infiltracji tej organizacji, zaś polski kontrwywiad przed wojną wytropił podejrzaną działalność grupy osób pochodzenia niemieckiego, w tym Schmidta.

### II wojna światowa
Po wybuchu II wojny światowej 8 września 1939 został prewencyjnie aresztowany przez władze polskie z racji podejrzenia o udział agenturalny w piątej kolumnie. Po wkroczeniu Niemców do Jarosławia tj. 11 września 1939 odzyskał wolność. Po nastaniu okupacji niemieckiej był widywany w towarzystwie okupantów niemieckich. W 1940 podjął pracę w policji bezpieczeństwa (Sicherheitspolizei) i w służbie bezpieczeństwa (Sicherheitsdienst) w Krakowie. Stamtąd został skierowany służbowo do Jarosławia. Podjął pracę w Gestapo w Jarosławiu (według innych źródeł był też funkcjonariuszem placówki policji bezpieczeństwa w Jarosławiu). Początkowo pracował jako tłumacz, a z czasem awansował na stanowisko zastępcy tej placówki (według Dariusza Fudalego został mianowany na stopień porucznika). Mając za sobą lata życia w Jarosławiu był doskonale zaznajomiony z tamtejszymi realiami.
Pełniąc swoją służbę był znany ze stosowania przemocy, terroru, okrucieństwa, bestialstwa i sadyzmu – nie tylko w Jarosławiu, ale też w Przeworsku, Lubaczowie, Jaworowie, Leżajsku, Nisku, Łańcucie, Radymnie. Stosował bicie i tortury podczas śledztw, brał udział w pacyfikacjach i w obławach, odpowiadał za indywidualne akty morderstw oraz masowe egzekucje. W swoim postępowaniu wykazywał się gorliwą realizacją idei nazistowskich, a także mściwością i chciwością. Niejednokrotnie bił i mordował pojedynczych ludzi w miejscach publicznych, np. w restauracjach, na dworcu kolejowym. Zgodnie z relacjami, przechodzący ulicą ludzie chowali się na jego widok. W 1940 uczestniczył w aresztowaniach młodzieży w Jarosławiu, Przeworsku, Radymnie, m.in. 6 maja 1940 grupy jarosławskich gimnazjalistów (wśród nich był Stanisław Ryniak). Według J. Rudaka można łączyć osobę Schmidta z masowymi aresztowaniami zarówno przedstawicieli miejscowej inteligencji, jak i młodzieży, powiązanych z niepodległościowym podziemiem. Schmidt kierował egzekucjami w Rokietnicy i w Kidałowicach. Był w grupie gestapowców mordujących ludzi na terenie Opactwa Benedyktynek przy kościele św. Mikołaja i Stanisława biskupa w Jarosławiu (wraz z nim Depke i von Malutki). Wykonywał egzekucje na jarosławskim cmentarzu (przy współudziale innych gestapowców, von Malutkiego i Klarenbacha). Swoich znajomych sprzed wojny, należących do AK braci Romana i Jana Prośbów zastrzelił na oczach ich matki. Zabił syna swojego profesora gimnazjalnego, Kopystyńskiego. Miał też zastrzelić około 30 osób pod murem tzw. „Anna–Kaserme” (dawny klasztor). Zabijał pojedyncze osoby, np. Żydówkę w obozie w Pełkiniach. Latem 1942 brał tam udział w egzekucji około 300 ludzi pochodzenia żydowskiego. Swoim działaniem spowodował skierowanie wielu osób do obozów koncentracyjnych.
Jesienią 1943 oficer dywersji AK, Julian Rudak ps. „Slogan”, zaproponował zlikwidowanie Schmidta, czemu według jego relacji miał sprzeciwić się komendant Obwodu AK Jarosław por./kpt. Wojciech Szczepański ps. „Julian”. W maju 1944 zgodę na likwidację Schmidta wydał ówczesny p.o. inspektora AK Przemyśl kpt. Jan Bronisław Toth ps. „Twardy” (wyrok śmierci wydał też Wojskowy Sąd Specjalny AK). Rozkaz wykonania zamachu otrzymał „Slogan”. Przygotowani do akcji na jarosławskiej Lachmanówce pięciu żołnierzy AK przez 10 dni czekało na podjęcie próby zamachu, którego wykonanie zostało odwołane decyzją „Juliana” (opowiadał się on przeciw z uwagi na potencjalne straty ludności w następstwie spodziewanego odwetu). Według wspomnień Rudaka raport wnoszący o odwołanie akcji Szczepański złożył do wyższych struktur AK, a wstrzymanie wykonania likwidacji trwało aż do wycofania się Niemców z Jarosławia. Ostatecznie wyrok nie został wykonany. Według Dariusza Fudalego zamach był trudny do zrealizowania z uwagi na środki ostrożności przedsiębrane przez Schmidta.
U kresu okupacji niemieckiej w maju 1944 w starostwie jarosławskim Schmidt dokonał aresztowania działaczki konspiracji Czesławy Puzon ps. „Baśka” (córka dr. Puzona, w domu których bywał przed wojną), następnie torturował ją w trakcie śledztwa, a w czerwcu uczestniczył w egzekucji jej i siedmiu innych więźniów w lesie kidałowskim. W obliczu zbliżania się frontu wschodniego latem 1944 już w czasie wycofywania się sił niemieckich brał jeszcze udział w egzekucji około 50 ludzi w składzie masła w Jarosławiu. Później wyjechał z Jarosławia przez Tarnów na Śląsk, gdzie w grudniu 1944 był funkcjonariuszem gestapo w Myślenicach.

### Okres powojenny
Od końca stycznia 1945 Franz Schmidt przebywał w Weimarze i w Lesie Bawarskim. Był umieszczony w obozie dla jeńców wojennych, potem w obozach dla internowanych w Kornwestheim i w Staumühle. W grudniu 1947 został zwolniony. Po odzyskaniu wolności zamieszkał w Dorfmark koło Bad Fallingbostel, a po trzech latach w Wuppertalu. Pracował w fabryce. Miał dwóch synów, z których jeden zamieszkiwał w Brazylii.
W toku powojennych ustaleń obwiniano Schmidta o udział w zamordowaniu około 1000 Polaków, ponad 4000 Żydów, około 300 jeńców radzieckich. Przypisano mu także zabicie lotnika angielskiego, uprzednio zestrzelonego w powiecie łańcuckim 23 kwietnia 1944. Mimo tego przez wiele lat nie postawiono mu formalnie zarzutów, co uzasadniano nieskompletowaniem materiału dowodowego oraz niemożnością ustalenia miejsca jego pobytu. 6 maja 1961 asesor Prokuratury Powiatowej w Strzyżowie, delegowany do Prokuratury Wojewódzkiej w Rzeszowie, Władysław Stopiński, postanowił wszcząć śledztwo w sprawie przeciw Schmidtowi. W tym czasie zamieszkiwał on w austriackim mieście Horn, a po kilku latach trwającego śledztwa stwierdzono, że był ponownie mieszkańcem Wuppertalu w dzielnicy Barmen. W dniach 10–25 listopada 1971 w Rzeszowie przebywał prokurator z Dortmundu w celu uczestniczenia w przesłuchaniach świadków w sprawie zbrodni popełnionych przez Schmidta, prowadzonej przez Sąd Krajowy w Wuppertalu.
7 stycznia 1977 Franz Schmidt został aresztowany w Wuppertalu z uwagi na istniejącą obawę o możliwość jego ucieczki, o czym poinformowało wydanie dziennika „Deutsche Volkszeitung” z 20 stycznia tego roku. Stało się to po dziewięciu latach prowadzonego śledztwa, w trakcie którego przesłuchiwano osoby w USA, Kanadzie i w Izraelu, jednakże niemieccy śledczy nie odwiedzili Jarosławia. W wymienionej niemieckiej publikacji prasowej określono Schmidta mianem „człowieka o tuzinie nazwisk”. Przez prokuratora z Dortmundu został oskarżony o to, że w okresie od wiosny 1942 do lata 1944 brał udział w masowych egzekucjach oraz maltretowanie i mordowanie Żydów oraz Polaków. Formalnie kierownik Centralnej Placówki Nadrenii Północnej – Westfalii ds. Opracowania Masowych Zbrodni Narodowosocjalistycznych przy Prokuraturze w Dortmundzie wydał akty oskarżenia z 4 listopada 1976 i z 30 maja 1978 przeciwko Franzowi Schmidtowi, zarzucając mu popełnienie zbrodni dokonanych na ludności żydowskiej i polskiej w Jarosławiu oraz w obozie przejściowym w Pełkiniach (Durchgangslager Pelkinie) w latach 1942–1944, na podstawie §§ 211, 22, 25, 53 StGB. Według ówczesnych ustaleń prokuratorskich zarzucano mu zamordowanie 360 osób. Po aresztowaniu Franz Schmidt zaprzeczał, że jest hitlerowskim zbrodniarzem. Z uwagi na pogarszający się stan zdrowia 14 czerwca 1977 trafił do szpitala w Bochum. Poza schorzeniami zdrowotnymi na ciele, orzeczenie lekarskie wykazało też u niego niedołęstwo umysłowe oraz inteligencję na poziomie 85 punktów. Decyzją Sądu Krajowego w Wuppertalu z 28 grudnia 1978 postępowanie w jego sprawie zostało wstrzymane, a Schmidt został obarczony kosztami postępowania. W uzasadnieniu podano przeszkodę procesową i powołano się na opinię biegłego, przede wszystkim w odniesieniu do stanu psychicznego Schmidta, wskazując jego niezdolność do pojęcia szczegółów postępowania i procedury sądowej, uniemożliwiającą własną obronę.
Franz Schmidt był określany jako „kat Jarosławia”, „postrach Jarosławia”. Pisano o nim, iż był to najbardziej niebezpieczny jarosławski gestapowiec oraz mający na sumieniu najwięcej ofiar spośród nazistowskich funkcjonariuszy podczas okupacji w Jarosławiu.